# Huib Broos
Huibrecht Hendrik Alfons (Huib) Broos (Soerabaja, 29 augustus 1941 – Amsterdam, 11 september 2011) was een Nederlands acteur.

## Levensloop
Huib Broos deed in 1963 eindexamen aan de Amsterdamse toneelschool en debuteerde direct daarna in De schuchtere aan het hof van De Molina bij de Nederlandse Comedie. Hij speelde daarna bij gezelschappen als het Nieuw Rotterdams Toneel en Studio. Naast Gees Linnebank, Martine Crefcoeur en Cocki Boonstra oogstte hij, zowel op toneel als in de filmversie, veel succes in The Family, het theater-feuilleton van schrijver/regisseur/altviolist Lodewijk de Boer.
Vanaf het begin van zijn loopbaan was Broos ook veelvuldig te zien op televisie en in films en ook werkte hij als stemacteur. Zijn laatste televisierol speelde hij in de televisieserie over Annie M.G. Schmidt waar hij op de aftiteling overigens Huib Roos genoemd wordt. Broos overleed op 70-jarige leeftijd na een kort ziekbed aan leverkanker en werd begraven op Zorgvlied in Amsterdam.

## Televisie
- Even weg (1963, VARA)
- Nachttrein naar Hannover (1964, NCRV)
- Hermelijn voor een stadhouder (1966, NTS)
- De zaak Sacco-Vanzetti (1966, VARA)
- De Overval in Joure (1974, NCRV) - verzetsman Dick van Veen
- Klaverweide (1975)
- De watergeus (1976, NOS)
- De zaak Giessen-Nieuwkerk (1976, VARA)
- Duel in de diepte (1979) - Joop
- We zijn weer thuis (1989-1994, VPRO) - Leo Bussenberg
- De Samuel Falklandshow (1990)
- De Legende van de Bokkenrijders (1994) - Kanunnik
- Wij Alexander (1998)
- Het Zonnetje in Huis (2000) - Dré
- Leven en dood van Quidam Quidam (2001) - Burgemeester
- Russen (2003) - Robespierre (Hotel Socrates) (2003)
- Baantjer - Thomas de Witte (De Cock en de moord zonder lijk) (1995)

## Film
- The Family (1973)
- Keetje Tippel (1975)
- Kind van de zon (1975)
- Vandaag of morgen (1976)
- Soldaat van Oranje (1977)
- Come-back (1981)
- Hoge hakken, echte liefde (1981)
- Het verleden (1982)
- De lift (1983)
- De Keerzijde (1998)
- Morlang (2001)
- Brush with Fate (2003)
- Het Zwijgen (2006)
- Het onopmerkelijke leven van Hans Boorman (2011)

## Radio
- Het aanzoek (1979)
- Er was maar één getuige (1976)

## Stemacteur
- Asterix en de knallende ketel (1989), de stem van Abraracourix
- Disney's De kleine zeemeermin (1989), stem van Koning Triton
- Disney's De kleine zeemeermin (animatieserie) (1997), stem van Koning Triton
- Disney's De kleine zeemeermin 2 (2000), stem van Koning Triton
- Monsters, Inc. (2001), stem van Henry Waterreus
- Harry Potter en de Steen der Wijzen (2001), stem van Herman Duffeling
- Harry Potter en de Geheime Kamer (2002), stem van Herman Duffeling
- Lilo & Stitch (2002), stem van Dr. Jumba
- Stitch! The Movie (2003), stem van Dr. Jumba
- Lilo & Stitch: The Series (2003), stem van Dr. Jumba
- The Incredibles (2004), stem van het schoolhoofd
- Lilo & Stitch 2: Stitch Has a Glitch (2005), stem van Dr. Jumba
- Disney's De kleine zeemeermin 3 (2008), stem van Koning Triton